# 세일교통
세일교통(世日交通)은 경상남도 거제시의 시내버스 운수 업체이다.

## 차고지
- 경상남도 거제시 고현천로 10 (고현시외버스터미널 내)
- 경상남도 거제시  연초면 연사리 210-75 (거제종합터미널 내)

## 운행 노선
순환/거제 시내 노선에는 모두 타 업체와 함께 공동 배차에 참여하고 있으며, 순환 노선(13개 노선)을 비롯해 시내 노선과 시계외노선(50번대)은 삼화여객과 함께 1달 간격으로 순환하면서 배차에 참여하고 있다. (단 급행 2000번은 고정배차)

## 보유 차량
자일대우버스
- NEW BS106

현대자동차
- E-에어로타운
- 뉴 슈퍼 에어로시티
- 일렉시티
- 유니버스 스페이스 엘레강스
- 뉴 프리미엄 유니버스 엘레강스

## 사진

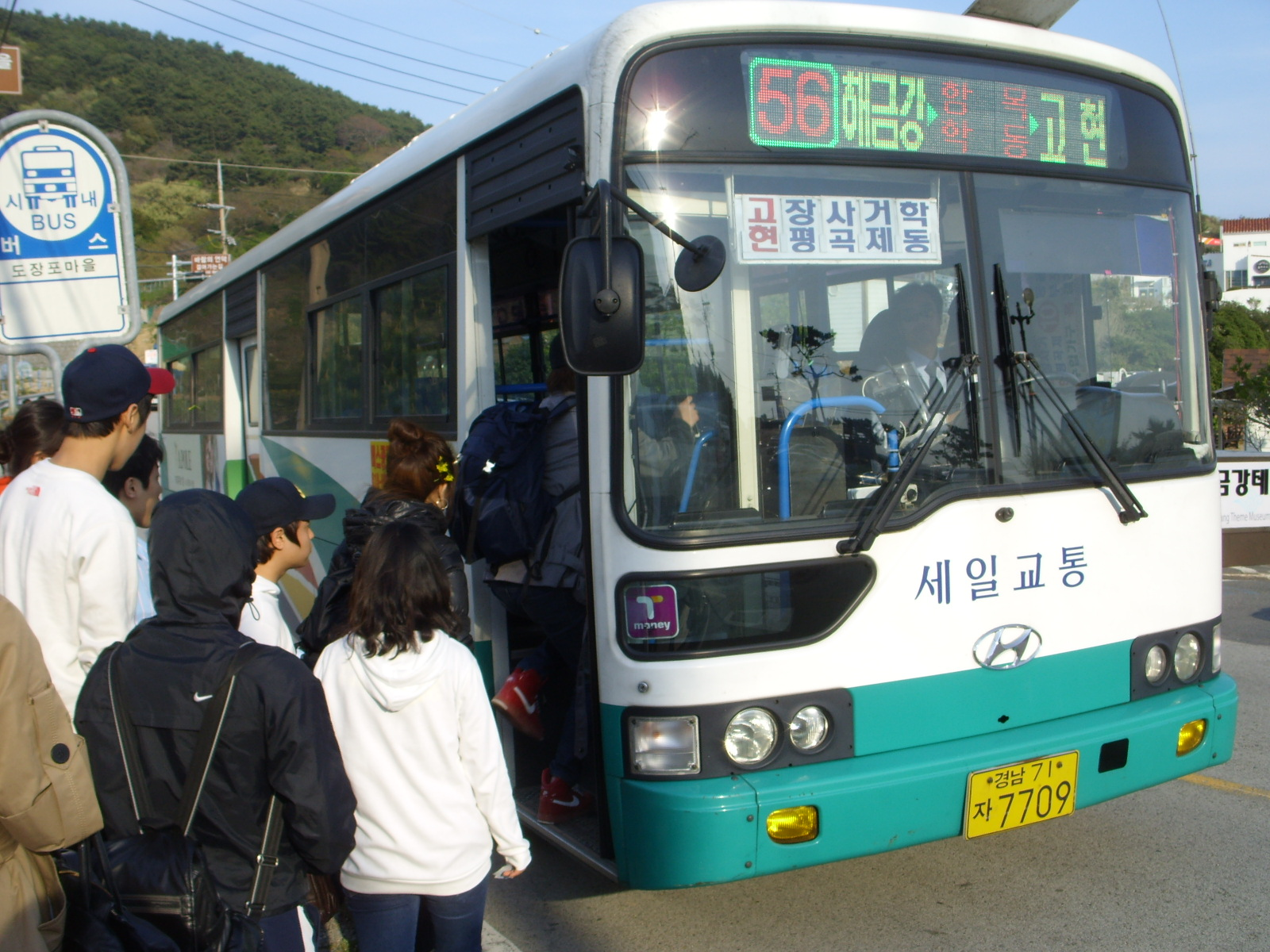
거제시내버스 56번

## 같이 보기
- 삼화여객
- 경원여객